# Гласау
Гласау (њем. Glasau) општина је у њемачкој савезној држави Шлезвиг-Холштајн. Једно је од 95 општинских средишта округа Зегеберг. Према процјени из 2010. у општини је живјело 942 становника. Посједује регионалну шифру (AGS) 1060025.

## Географски и демографски подаци
Гласау се налази у савезној држави Шлезвиг-Холштајн у округу Зегеберг. Општина се налази на надморској висини од 42 метра. Површина општине износи 18,8 km². У самом мјесту је, према процјени из 2010. године, живјело 942 становника. Просјечна густина становништва износи 50 становника/km².